# أنواع السياحة
وَجدتْ الكثير من الدول في الصناعة السياحية بديلاً استراتيجياً لاستغلال مواردها السياحية وإمكاناتها الطبيعية بشكل يضمن استدامتها ويغنيها عن الاعتماد على مصادر الثروة الطبيعية الخام، وكذلك للتخفيف من المشاكل والضغوط الاقتصادية في عصر أصبحَ فيه الازدهار الاقتصادي والاجتماعي أحدْ أهم أُسس الإستقرار السياسي. فهي الصناعة الأولى من حيث تشغيل اليد العاملة وأصبحَ لها دوراً متنامياً ومهماً في التنمية الاقتصادية والاجتماعية.

## أنواع السياحة

### أنواع السياحة من حيث الكم والعدد والجودة
تنقسم الصناعة السياحية إلى قسمين رئيسيين وهما: «السياحة الراقية» ويطلق عليها البعض «السياحة الفاخرة»، و«السياحة الجماهيرية» ويطلق عليها البعض «السياحة الشعبية» أو «السياحة الجماعية»:

#### السياحة الراقية
(بالإنجليزية Luxury Tourism or high-end tourism) وتسمى أيضا بالسياحة الفاخرة، وتركز على جودة الخدمات أكثر ما تركز على الكم، وتكون مكلفة ماديا، بحيث يجب أن تتوفر على أحسن العروض التنافسية من حيث الجودة ومهنية الخدمات والإستقبال والفندقة وكل وسائل الراحة، والنقل المتطور والسريع، وكذلك بجودة المنتوج السياحي.

#### السياحة الشعبية
(بالإنجليزية Mass tourism) وتعرف أيضاً «بالسياحة الجماهيرية» أو «السياحة الجماعية.» وغالبا ما يتم تجنب اللجوء إلى هذا القسم في المخططات السياحية الوطنية في المواقع السياحية الحساسة، كالمواقع الإيكولوجية والمحميات الطبيعية، وبعض مواقع المآثر والمواقع التاريخية النفيسة.

### أنواع السياحة من حيث المكان والحدود
وفي هذا الإطار يمكن تصنيفها إلى الأنواع التالية: 
- السياحة الدولية الوافدة: (بالإنجليزية: Inbound International tourism) وهم الغير المقيمين والمسافرين إلى البلد المستقبل، في مدة لا تقل عن 24 ساعة ولا تتجاوز السنة.

وتعتبر دول الحوض المتوسط وأروبا الغربية والامريكيتين ودول جنوب شرق آسيا أهم الدول المستقطبة في سوق السياحة الدولية.

#### السياحة الدولية الصادرة
(بالإنجليزية: Outbound International tourism) وهم المقيمون داخل بلد ما والمسافرون خارج الوطن الأصلي إلى بلد أجنبي آخر، في مدة لا تقل عن 24 ساعة ولا تتجاوز السنة. وتعتبر دول أوروبا الغربية وأمريكا الشمالية والصين ودول الخليج العربي أهم الأسواق المصدرة للسياحة الدولية.

#### السياحة الداخلية
سكان بلد معين والمسافرون من مكان إقامتهم لغرض السياحة لمسافة ثمانين كيلومترا على الأقل من منزلهم داخل حدود البلد نفسه في مدة لا تقل عن يوم ولا تتجاوز السنة.

### أنواع السياحة من حيث النشاط
وأمام هذا الاهتمام المتزايد للحكومات والدول من جهة وتطور في التخطيط السياحي، وارتفاع نسبة الإستثمارات في مجال السياحة مع تزايد حدة المنافسة، ومن جهة أخرى تزايد عدد الرحلات والمسافرين بسب تطور المواصلات التكنولوجية والإلكترونية وتشعب العلاقات الدولية اقتصاديا واجتماعيا وإعلاميا مع الانفتاح الغير المسبوق منذ سنوات العشرية الأولى للألفية الثالثة، فتشعبت فروعها وتداخلت أنواعها وأصبحت تدخل في معظم مجالات الحياة اليومية.. تخطت السياحة الحدود الضيقة من السياحة القديمة في إطار الاكتشاف أو المغامرة والسياحة الدينية إلى الاماكن المقدسة، لتتخطى هذه الحدود في زمن العولمة وتنتشر وتعم إلى كل مكان لتؤثر فيه وتتأثر به. وتتطور انواعها بالإضافة إلى ظهور أنواع وأشكال حديثة ومختلفة في عصر انفتاح بوابة العولمة. ومن الأنواع السياحية المتعارف عليها عالميا ومحليا:

#### السياحة الترفيهية
وهي السفر إلى الوجهات السياحية بغرض الترفيه أو الإستجمام والترويح عن النفس.

#### السياحة الثقافية
ويكون الهدف منها زيارة الأماكن والمواقع الأثرية والثقافية، والمتاحف والمآثر والمعالم التاريخية، بالإضافة إلى اكتشاف عادات وتقاليد الشعوب الأخرى.

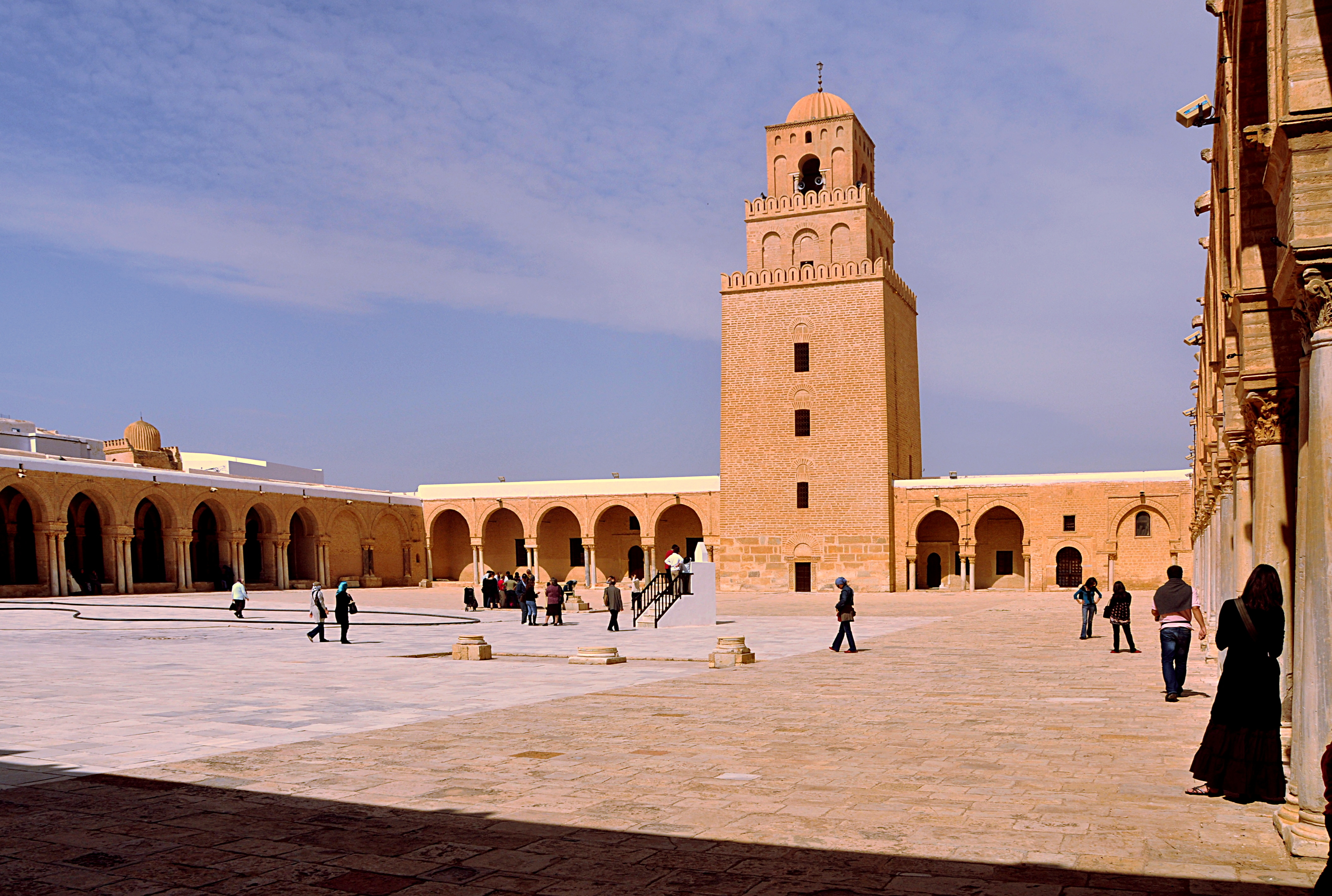
الجامع الكبير في القيروان (ويسمى أيضا مسجد عقبة بن نافع). من أهم المعالم الأثرية للحضارة الإسلامية، يقع في مدينة القيروان ويصنف أحد معالم التراث العالمي

#### السياحة الدينية
وهو من اقدم أنواع السياحة التي عرفتها البشرية، وهو السفر بهدف الحج أو زيارة الأماكن المقدسة مثل مكة المكرمة والقدس الشريف والمدينة المنورة والفاتيكان وكذلك نهر الهندوس والمنعزلات المقدسة بالنسبة للهندوس والبوذيين.

#### السياحة الشاطئية

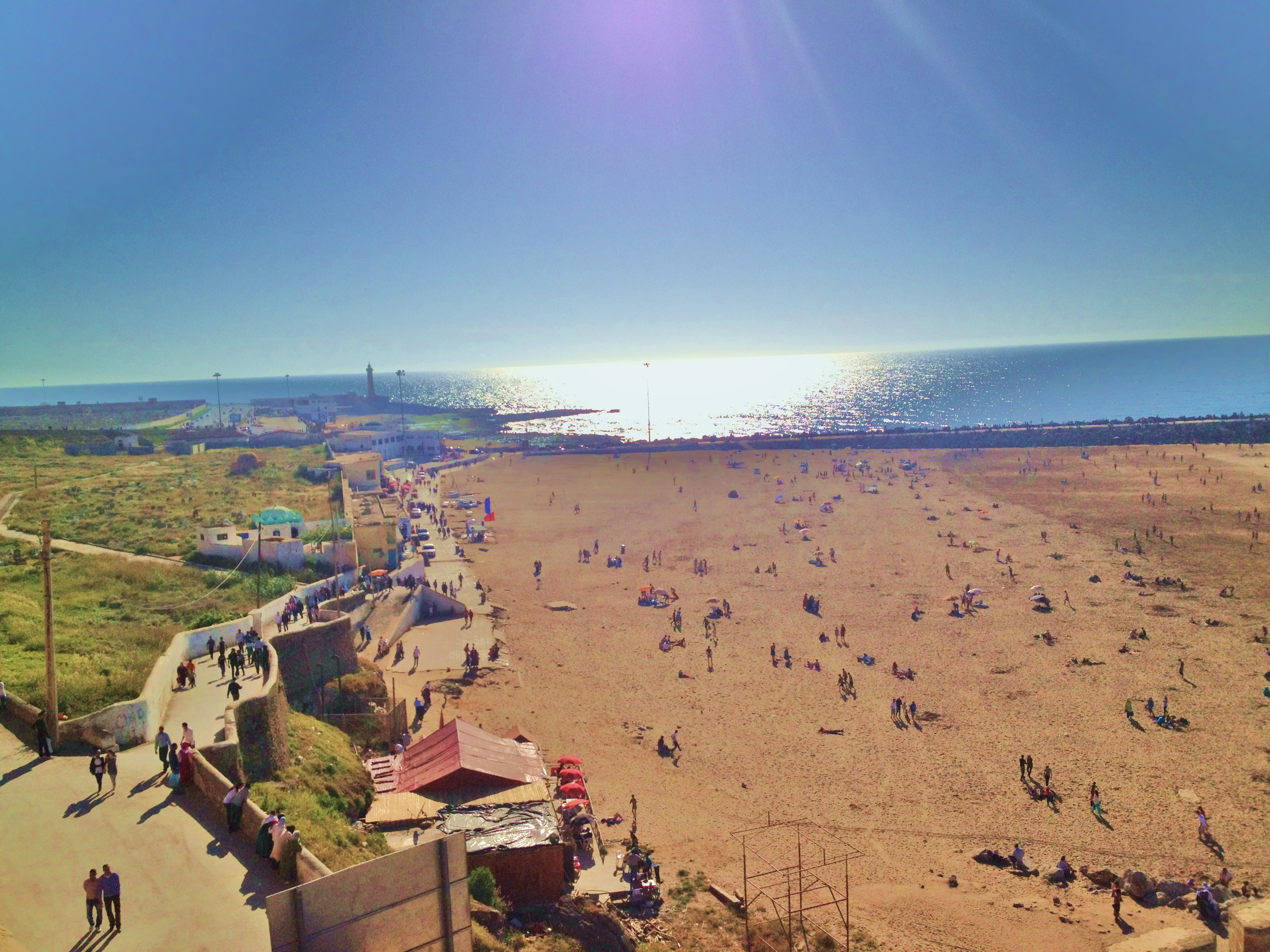
صورة علوية لشاطئ الوداية بمدينة الرباط المغربية

تنتشر هذه السياحة في البلدان التي تتوفر على مناطق ساحلية جذابة، ونجد هذا النوع من السياحة الشاطئية في الكثير من بلدان العالم، مثل دول حوض البحر الأبيض المتوسط ودول بحر الكاريبي وجنوب الخليج العربي كعمان ودول البحر الأحمر إضافة إلى زوار البحر الميت في فلسطين والأردن وبعض الجزر الذائعة الصيت كجزر المالديف.
كما يرتبط بها نوع آخر وهو: رياضة وسياحة الغوص، كسياحة لها علاقة مباشرة بالسياحة الشاطئية في المناطق التي تقع على سواحل البحار.

#### سياحة التأمل
وتعتبر من أرقى أنواع السياحة العالمية، وهو منتج سياحي جديد على المستوى العالمي، بدأ أول تسويق له على المستوى العربي في الأردن حيث تم اطلاق اولى فعالياته في 14/2/2014 في البحر الميت.
ويتطلب هذا النوع تواجد مختصين في مجال التأمل والتفكير، لاختيار أماكن الفعاليات المناسبة من قبل هؤلاء المختصين بعد الكشف والإطلاع والاختبار. فمناطق التأمل والتفكير في مجال هذا النوع السياحي لا تكون عشوائية وإنما تتطلب شروطا خاصة ودقيقة، حيث يحدد الخبراء الدوليون والمتخصصون في الطاقة، أنه يجب أن تتوفر فيها كافة الخصائص الفريدة حول العالم والمتعلقة بالطاقة الايجابية التي يحتاجها جسم الإنسان وتساعده على الاسترخاء والتفكير والتأمل واطلاق الأفكار والإبداعات.
وقد اضحت سياحة التأمل والتفكير جزءا من خريطة السياحة العالمية، ومتطلباتها الدقيقة والتي باتت اليوم من العناصر الرئيسية المنافسة في سوق السياحة العالمي.
وهي تنتمي إلى جزء فئة السياحة الراقية، وعلى المستوى العالمي تشتهر بها دول شرق أسيا والهند، إضافة إلى العديد من الدوّل حول العالم، ويتوفر العالم العربي على موقومات ومعطيات أساسية مهمة للنهوض بهذا النوع لتصدر سياحة التأمل والتفكير، ومنها المناظر الطبيعية والمجال الصحراوي والمآثر العريق التي تنتمي إلى العالم القديم، وتسقطب شريحة واسعة من السياح من مختلف ثقافات ودول العالم.

#### سياحة المغامرات
هو مصطلح يستخدم للدلالة على نوعية الرحلة السياحية التي تستهوي الافراد الذين يبحثون عن نوع معين من النشوة والمخاطرة، كرحلات التجديف في الأنهار العليا وركوب الامواج في البحار الهائجة ورحلات الصيد في اعالي البحار وسباق القوارب في فصل الشتاء، وحسب التدقيق العلمي لسياحة المغامرات فهي تضم كل الاشخاص الذين يركزون على البحث عن الخبرات الغامضة ويعيشوا لحظات من التحدي والإستكشاف والخطر.

#### سياحة الأعمال
(بالإنجليزية: Business Tourism) هو مصطلح يعنى به الرحلات السياحية بغرض حضور المعارض والمؤتمرات والاجتماعات أو الاشتراك بها. وقد اهتمت الكثير من الدول بتنمية تلك الرحلات من خلال تطوير العناصر المرتبطة بها مثل تطوير مراكز المعارض والمؤتمرات والفنادق والمطارات وتطوير البيئة التنظيمية والإجراءات الحكومية وتطوير القدرات البشرية والتسويق لها. واكتسب هذا النوع من الرحلات مسميات مختلفة مثل «سياحة الأعمال» و«سياحة المؤتمرات والمعارض» و«سياحة الاجتماعات».
تسهم في تنمية وتطوير التجارة للشعوب والدول والمدن، فهي تلعب دوراً اقتصادياً وسياسياً مهماً في دعم الاقتصاد المحلي والتعريف بمنتجات وصناعة الدولة والترويج لها، إضافة إلى دورها الكبير في تنمية قطاع السياحة والتعريف بالدول.

#### السياحة العلاجية

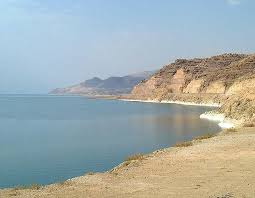
يعتبر البحر الميت أحد أهم الواجهات للسياحة العلاجية في بلاد الشام

وهو السفر بهدف العلاج والاستجمام في المنتجعات الصحية في مختلف بقاع العالم كما في الهند أو البحر الميت على سبيل المثال.
و يمكن تقسيم السياحة العلاجية إلى
سياحة وقائية
سياحة استشفائية
سياحة طبية

#### السياحة التراثية
الصندوق الوطني يُعرف السياحة التراثية على أنها تجربة السفر إلى الأماكن والأنشطة التي تمثل أصالة قصص الناس من الماضي والحاضر التي تشمل التاريخ والثقافة والموارد الطبيعية.

#### السياحة الجبلية
السياحة الجبلية أو سياحة المناظر الطبيعية، تعود أصولها على شكل إتيكيت بالنسبة لأوروبا إلى القرن التاسع عشر مع أكتشاف خاصية الجبل كمكان للاسترخاء النفسي وممارسة مختلف الرياضات الجبلية، وعرف هذا النوع السياحي بأوربا خصوصا وذلك مع بداية إنشاء المنتجعات السياحية الجماعية في المملكة المتحدة مثل منتجعات «ساوثند» و«مارجيت» و«بلاكبول»، كما كان للحركة الرومانسية الإنجليزية تأثيرا على تطور وجهة السياح، حيث برز الاهتمام بالمناظر الطبيعية، فأصبحت مناطق مثل جبال اسكتلندا وجبال الألب السويسرية أماكن سياحية مهمة في أوروبا. والسياحة الجبلية تعتبر سلاح ذو حدين. فمن ناحية تساهم في توفير فرص الشغل لساكنة الجبل وما تساهم به من عائدات لهذه المناطق، وبذلك تساهم كذلك في وقف نزيف الهجرة القروية. ومن ناحية أخرى، فإنه يتطلب السيطرة على التدفقات السياحية والإدارة الجيدة لها، من أجل الحفاظ على البيئة. ويجب علينا أن ننظر أيضا في التأثير على السكان المحليين وثقافاتهم.

#### السياحة الصحراوية

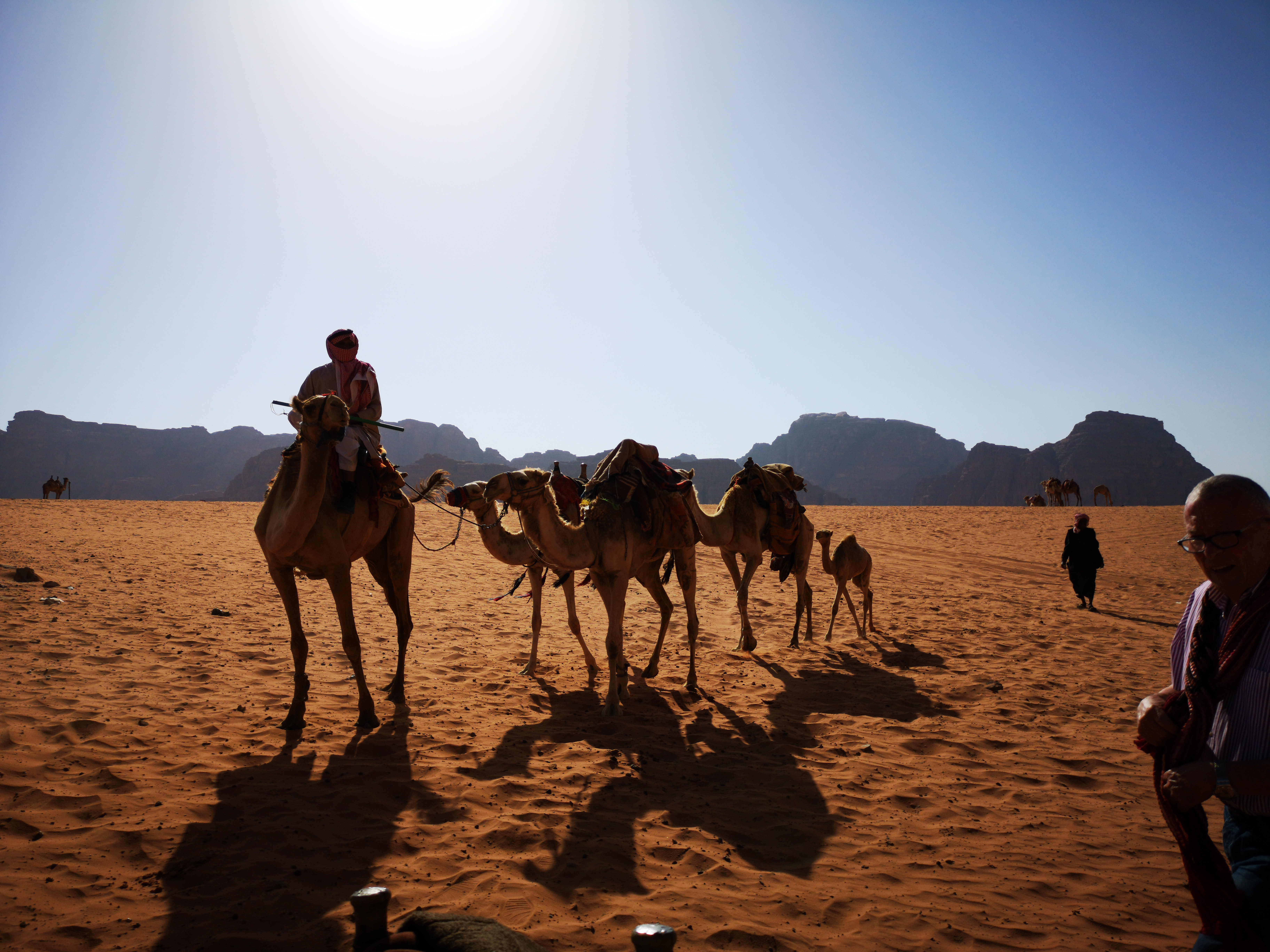
يعتبر وادي رم (الأردن) أحد أهم الواجهات السياحية الصحراوية

تعد السياحة الصحراوية أحد أبرز الأنواع السياحية التي تشهد تطورا في السنوات الأخيرة والتي تعرف إقبالا متزايدا من قبل السواح الذين يبحثون عن اكتشاف مناطق جغرافية وتاريخية مخالفة عن تلك التي ألفوها وعرفوها، وخاصة في فصل الشتاء حيث يقصد السياح الأوروبيين الصحراء هروبا من البرد القارس والتمتع بأشعة الشمس الدافئة.مثل وادي رم (الأردن)

#### سياحة الفضاء
وهي أحدث أنواع السياحة المبتكرة، في صناعة السياحة التنافسية الدولية، وأكثرها كلفة على الإطلاق، فقد تصل إلى حدود معطيات سنة 2010 بين 20 إلى 40 مليون دولار أمريكي.

| أداء الفن
(سيرك دو سوليه) ويقصد بسياحة الفضاء السفر إلى الفضاء الخارجي، لأغراض ترفيهيه أو ترويحية أو مهنية، اشتهرت بتنظيمها دولة روسيا الإتحادية.
وقد ظهرت عددٌ من الشركات الناشئة في السنوات الأخيرة، تأملُ بإنشاء صناعة سياحة الفضاء.
ضلت رحلات الفضاء السياحية إلى وقتنا الحالي محدودة وغالية التكلفة. وكالة الفضاء الروسية هي الوحيدة التي تقدّم هذه الخدمة إلى وقتنا الحاضر.
عرفت نقاشات نوعية سياحة الفضاء بعض الانتقادات الحادة من بعض الآراء، خاصة فيما يتعلق بقيم العدالة الاجتماعية من طرف بعض السياسيين الذين لم يحبذو الفكرة، كجونتر فيرهيوجين، نائب رئيس المفوضية الأوروبية، حيث قال عن مشروع «إي أي دي إس أستريوم» والسياحة الفضائية: «مشروع مخصص لكبار الأثرياء فقط، وهذا يتناقض تماما مع قناعاتي الاجتماعية».
بينما يرى بعض المهتمين أن سياحة الفضاء يمكن أن تعود بالفائدة على المستودى الاجتماعي على الجميع بدون استثناء، حيث بإمكان الدولة استخدام هذه الأموال الطائلة للسياحة الفضائية. في خدمة الاقتصاد المحلي والتنمية المحلية والخدمات الاجتماعية والمرافق الصحية التي يحتاجها عامة الشعب من الطبقات المتوسطة والفقيرة.

### السياحة المعتمة
وقد تم تعريف هذا النوع من السياحة بأنه يتجلى في السفر إلى مواقع ارتبطت تاريخيا أو سابقا بالموت والمآسي الإنسانية، وذلك بهذف الإطلاع على وجه المأساة الإنسانية أو الوجه المقيت والبشع للإنسان والحظيظ الإنساني.

## السياحة المستدامة

أانواع سياحية تلتقي مع السياحة المستدامة في عدة نقاط مشتركة

توجد عدة تعاريف للسياحة المستدامة، وتصب جميعها في نفس السياق، فحسب منظمة السياحة العالمية، «فالمبادئ التوجيهية للتنمية المستدامة وممارسات التدبير المستدام تنطبق على جميع أشكال السياحة في جميع الوجهات، بما في ذلك السياحة الجماعية ومختلف الأنماط السياحية الأخرى»، كما أن مبادئ الاستدامة تخص الجوانب البيئية والاقتصادية والسوسيو ثقافية للتنمية السياحة. ولضمان الاستدامة على المدى الطويل، يجب موازنة هذه الجوانب الثلاثة بشكل جيد.
وبالتالي، تتميز السياحة المستدامة بالرؤية التي تعتمدها على المدى الطويل .فيما يخص تطورها وآثارها المختلفة (الاجتماعية والثقافية والاقتصادية، الخ) على المجتمعات المستضيفة. وتتطلب السياحة المستدامة المشاركة الفعلية لكل الأطراف المتدخلة من أجل تحقيق أهدافها.
ولهذا، يجب أن تحقق التنمية السياحية التوازن بين الركائز الثلاث للاستدامة عن طريق:
- الاستغلال المعقلن للموارد البيئة.
- احترام الأصالة السوسيو ثقافية للساكنة المحلية.
- التوزيع العادل للعائدات السياحة اقتصاديا، واستفادة جميع الأطراف المعنية من الفوائد الاقتصادية.

## سياحات محظورة أو متحفظ بشأنها
ويمكن ان يطلق عليها السياحات السلبية وليس المقصود بذلك بسلبيات السياحة أو تأثيرات السياحة السلبية، وهي ما يخالف القوانين والأعراف والأهداف المثلى المنشودة من الصناعة السياحة العالمية، لما لها من تاثيرات سلبية على المجتمع والأمن وقد تتخذ في كثير من الأحيان طابعا إجراميا فيما يخص مافيا تجارة الجنس والمخدرات.

### سياحة المخدرات

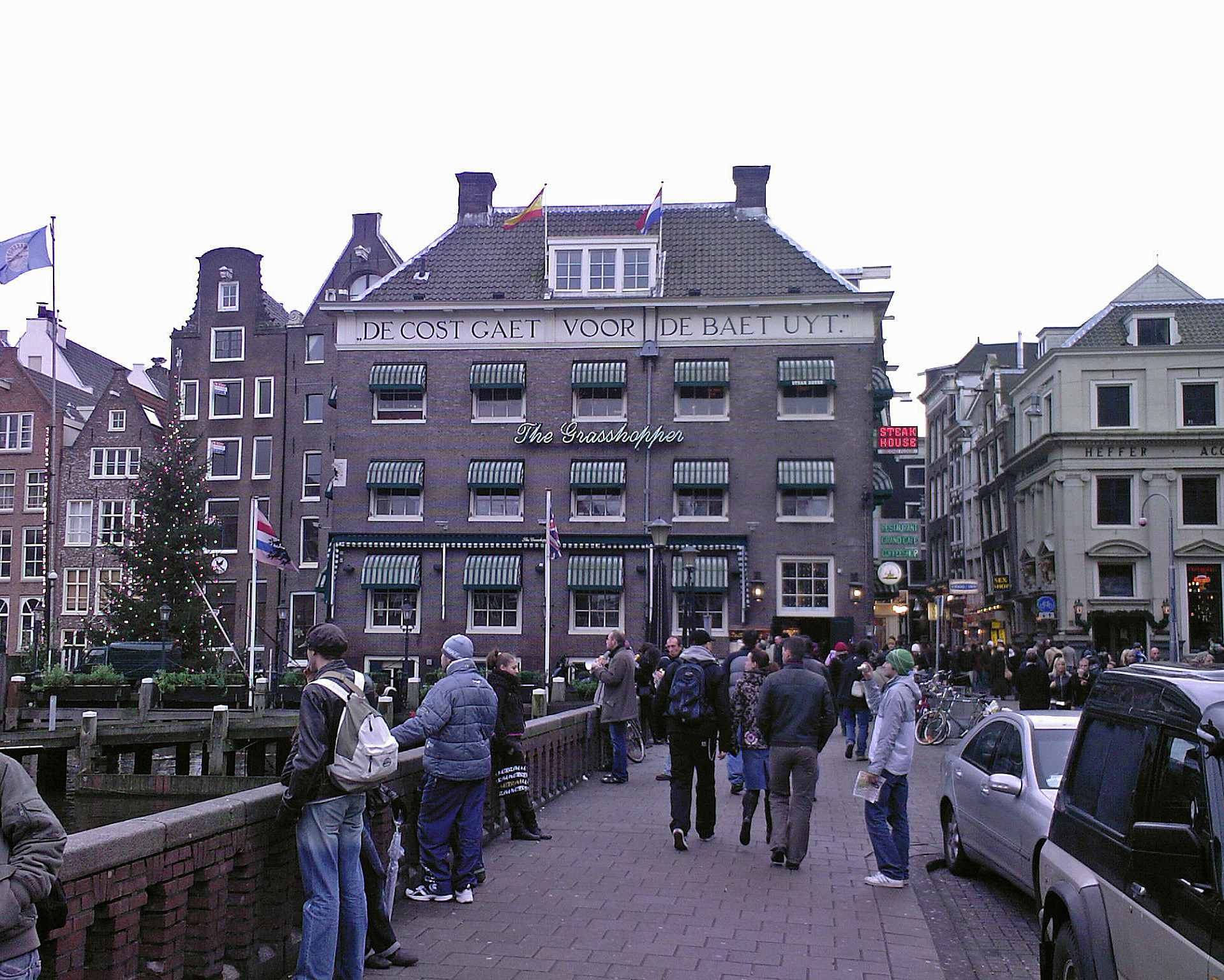
مقهى الجندب "The Grasshopper" أحد مقاهي بيع واستهلاك القنب "الحشيش" المقنن في وسط مدينة أمستردام، بهولندا.

وهو نوع سياحي يقوم على استهلاك المخدرات في مواقع معروفة عالميا بإنتاج المخدرات، والتغاضي عن استعمالها واستهلاكها وبيعها وتداولها، ويكون الهدف من هذا النوع من السياحة إما شراء المخدرات لاستهلاكها أو للمتاجرة بها وتصديرها. 
وهناك العديد من دول العالم الثالث تتغاضى عن استهلاك المخدرات والمتاجرة بها، نظرا للمداخيل المهمة التي تضخها في الاقتصاد المحلي.
ومن الدول التي قننت استهلاك المخدرات في بعض المقاهي السياحية، نجد هولاندا التي قننت إستهلاك الماريوانا، لكن ارتفاع معدل الجرائم ونوع السياح الذين يجذبهم هذا النوع من السياحة كانتشار الضوضاء ومخالافات السير الطرقي جعل هولندا تعيد النظر في هذا النوع من السياحة، وتجعل استهلاكه مقننا فقط للهولنديين في إطار السياحة الداخلية.

### سياحة جنسية
السياحة الجنسية هي السفر للانخراط في أنشطة جنسية، وبالتحديد مع العاملين في مجال صناعة الجنس. منظمة السياحة العالمية، وهي منظمة متخصصة تابعة للأمم المتحدة، تعرّف السياحة الجنسية بأنها تلك «الرحلات المنظمة من داخل قطاع السياحة، أو من خارج هذا القطاع، باستخدام هياكل وشبكات، بقصد علاقة جنسية تجارية من قبل السائح مع الساكنة المحلية في وجهة سياحية ما».
بعض الناس يعتبرون النشاط الجنسي أثناء السفر كوسيلة لإثراء تجربة السفر الخاصة بهم. ومع ذلك، فقد يؤدي ذلك إلى مشاكل اجتماعية كبيرة للبلدان المستقبلة، مع اكتساب سمعة كوجهة سياحية عندما تصبح جذابة للسياحة الجنس. عوامل جذب السياحة الجنسية تتجلى في انخفاض تكاليف الخدمات الجنسية في بلد المقصد، جنبا إلى جنب مع سهولة الحصول على الخدمات الجنسية، التي تحتفي في غطاء خدمات أخرى، بسبب ازدهار ممارسة البغاء والدعارة لأسباب غالبا ما تكون اقتصادية وأخلاقية، أو بسبب قانونية الدعارة، أو أن هناك إهمالية القانون، ولكن خطورة هذه الأخيرة تتجلى في الوصول إلى تجارة استغلال الأطفال والقاصرين.
ويمكن تقسيم السياحة الجنسية إلى ثلاثة أقسام، تختلف درجة منعها ومحاربتها حسب الدولة والثقافة السائدة، والقوانين المعمول بها في تلك الدولة:
- السياحة الجنسية في إستغلال القاصرين جنسياً «البيدوفيليا»: وهي محظورة تماما تجرمها القوانين والأعراف الدولية بشكل مطلق، إلا أن وجود هذه الظاهرة ينتشر في العدبد من دول العالم الثالث التي تعاني مجتمعاتها من فقر مذقع وفساد أمني واجتماعي، وعدم ضبط القوانين في المجال والشأن المحلي، وغالبا تتركز في دول العالم الثالث بين الدول التي تعرف استهتاراً بكرامة وحقوق الطفل وحقوق الإنسان بشكل عام.
- السياحة الجنسية التقليدية: وهي سياحة قديمة قدم مهنة الدعارة وترتبط بالبحث عن المتعة الجنسية سواء طوعية أو باستغلال الفاقة والأوضاع الاجتماعية، بحكم أن الأوضاع الاقتصادية المتردية تجبر كثيرا من المومسات على احتراف هذه المهنة. وقد ارتبطت الدعارة الراقية مع هذا النوع من السياجة الجنسية، وهي تشمل كلا الطرفين سواء من النساء أو الرجال الباحثين عن المغامرة والمتعة.

هناك بعض البلدان الأروبية التي تقنن الدعارة كمهنة بمراقبة قانونية. وهناك العديد من جمعيات الدفاع عن حقوق الإنسان مثل جمعية «المساواة الآن» ومقرها نيويورك، تذكر أن تعريف الدعارة يعنى ضمنياً ممارسة الجنس إجباراً وقسراً، مهما كان مصدر هذا الإكراه أو القسر، لأن الأوضاع الاقتصادية المتردية تجبر كثيرا من المومسات على احتراف هذه المهنة.

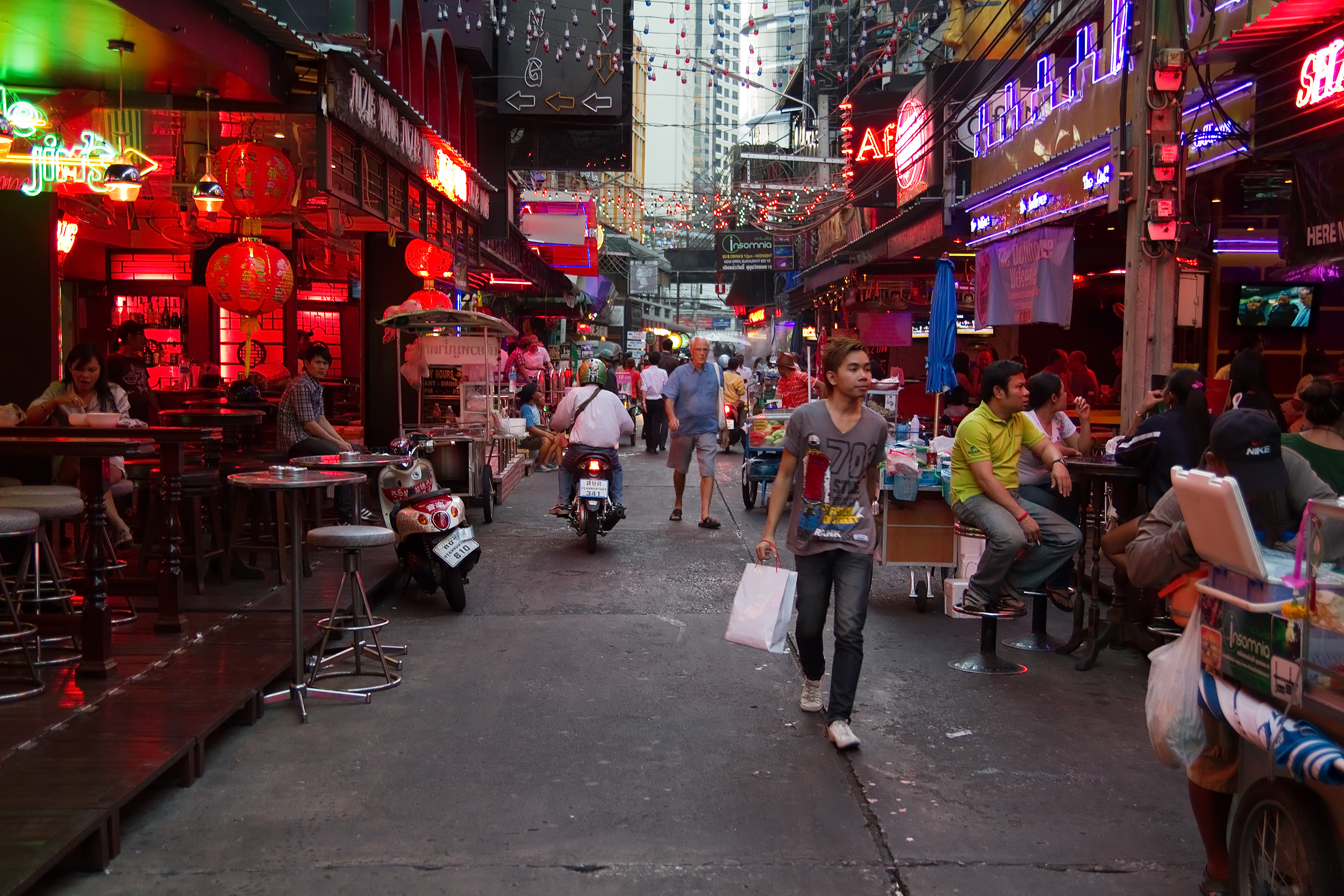
حي صوا كاوبوي، بتايلاند حيث الضوء الأحمر الذي يشير إلى علب الدعارة واستقطاب السياحة الجنسية.

- سياحة جنسية مثلية: تنتشر في بعض المدن والأماكن الخاصة والمعروفة، محظورة بقوة القانون في معظم الدول العربية والإسلامية ويعاقب عليها القانون بأحكام مختلفة تتباين بين الجنحة والجناية التي قد تصل إلى الإعدام. ولا يعاقب عليها القانون في معظم الدول الأوروبية والغربية.

### محاربة استغلال القاصرين في السياحة الجنسية
لا يمكن مكافحة آفة السياحة الجنسية بالاعتماد على الإجراءات القانونية والأمنية والقضائية فحسب، فمواجهة شبكات استغلال الأطفال والقاصرين في السياحة الجنسية، واستمراره حيز الوجود هو دليل على ضعف جدوى هذه القوانين بسبب قوة الجهات المستفيدة من الآفة، وبسبب ضعف الجهات المتضررة، ونفاق حكومات الشمال والجنوب أيضا ، رغم ارتفاع أصوات الحقوقيين والمدافعين عن حقوق الطفل والإنسان بشكل صارخ.
ومن جهة أخرى تعمل العديد من المنظمات الدولية المستقلة على محاربة استغلال الأطفال والقاصرين في السياحة الجنسية.
تضم خبراء في السياحة من مختلف أنحاء العالم وفاعلين من جميع الدول المعنية بالصناعة السياحية، سواء المصدرة أو المستوردة، ولجنة علمية متخصصة تتكون من خبراء في أسس التنمية المستدامة، نذكر من بينها التحالف الدولي للسياحة المسؤولة.
تعمل على أهداف تتخذ من إعلام وتثقيف وإقناع وشجب وفضح ومكافحة هذه الآفة في حركة النشاط السياحي الدولي، إضافة إلى تعبئة أصحاب المصلحة والمعنيين الرئيسيين في الصناعة السياحة، من (مهنيين وحكومات وجمعيات ومنظمات غير حكومية وطنية ودولية) تصب في اتجاه مصلحة ومفهوم وأهداف السياحة المسؤولة ومنصفة وعادلة في إطار السياحة المستدامة تخدم السائح والساكنة المحلية والاقتصاد المحلي ككل.

### سياحة الانتحار
سياحة الانتحار هو نوع جديد نسبياً من أنواع السياحة في العصر الحديث، ظهر هذا النوع من السياحة بعد ارتفاع حالات الانتحار الطوعي في العالم المعاصر، نتيجة للظروف والأزمات المالية المعقدة في عالم اليوم.
وتكون هذه السياحة عندما يذهب السائح لبلد ما ليس بغرض العلاج أو التنزه أوالترفيه، ولكنه يذهب في بحث عن انتحار رحيم، لأسباب شخصية يمكن أن تنحصر في أسباب نفسية أو عضوية وما ينتج من عواقب محتملة للأزمات المالية، ويشرف على هذه العملية متخصصون قد تكون لهم علاقة بمهنة الطب أو لا حسب القوانين المعمول بها في البلد المستضيف، وذلك بتخويل قوانين تنظم هذه العملية من الدولة المستظيفة للسائح، حيث يجد هناك من يساعده على وضع حد لحياته والوصول إلى الموت، بما يمكن أن يصطلح عليه بعميلة القتل الرحيم، بتوفير الطرق العلمية المناسبة التي تساعده على ذلك لتجاوز مسألة الألم.
وقد ازدهرت هذه الظاهرة في سويسرا، حيث يسمح قانون صدر عام 1941 بالقيام بالعملية، فهي تنظر إلى تلك العملية على أنها حرية شخصية يجب أن تتم تحت إشراف طبي وأن تتوفر فيها بعض الشروط مثل موافقة الشخص وشرح وسيلة وطريقة عملية ا لقتل الرحيم.
وبسبب صعوبة إنجاز تلك العملية في أغلب الدول الأوروبية والعالمية، حيث تحظر ألمانيا وإيطاليا على الأطباء ممارستها، وفي هولندا يمكن للطبيب أن يوافق عليها وفق شروط دقيقة فقط إذا تيقن بأن الشفاء ميؤوس منه. أما في بريطانيا فقد واجهت معارضة قوية. وفي دول الشرق الأوسط فهي تحظر العملية بشكل مطلق.
وقد صدرت عن صندوق البحث العلمي الوطني السويسري إن أعداد الذين يلجؤون للانتحار بمساعدة طرف متدخل في عملية ما يمكن أن يُصطلح عليه بالقتل الرحيم عرفت ارتفاعاً مطرداً بلغ في المتوسط العام حوالي 600 حالة سنوياً أغلبهم بين سن الـ 45 و84 عاما، وتشكل النساء 64% من هذه النسبة، مع ارتفاع نسبة الأجانب الذين يقصدون سويسرا للتخلص من حياتهم إلى 65% في ما يعرف بظاهرة «سياحة الانتحار»، وأغلبهم كان من ألمانيا وبريطانيا وفرنسا.
كما يشير الخبراء إلى زيادة أعداد الأصحاء الذين يرغبون في وضع حد لحياتهم، حيث يمثلون نسبة 34% ممن يرغبون في الانتحار، وهو التوجه الذي يعتقد الخبراء أنه مؤشر غير صحي وخطير.
بعد ارتفاع حدة الجدل بين الرافضين والمعارضين لهذا الشكل السياحي، لجأت الحكومة السويسرية إلى استفتاء حول المسألة، وبذلك تم رفض طلب حظر «سياحة الانتحار» بمساعدة الآخرين.
حيث أدلى سكان زيورخ يوم الاثنين 16 مايو عام 2011 بأصواتهم، في استفتاء «ضد أو مع» حظر سياحة الانتحار، وتقديم المساعدة للأجانب الذين يسافرون إلى سويسرا من أجل وضع حد لحياتهم.